# Porte-lance d'Équateur
Androdon aequatorialis
Genre
Espèce
Répartition géographique
Statut de conservation UICN

 LC  : Préoccupation mineure
Statut CITES
Le Porte-lance d'Équateur (Androdon aequatorialis) ou Colibri d'Équateur, est une espèce d'oiseaux de la famille des Trochilidae. Il est monotypique du genre Androdon. Il vit dans les forêts humides de l'ouest de la Colombie, le nord-ouest de l'Équateur (dans le sud de la province de Pichincha) et dans l'est de Panama (la province de Darién). Il est plutôt rare, localisé et dépendant des régions très menacées d'El Chocó. Son aire de répartition est relativement grande et le BirdLife International ne le considère pas comme très menacé.

## Apparence
Il mesure 14 cm de longueur dont 4 cm pour le bec. Il est vert brillant avec une couronne cuivré. Le dessous est blanchâtre avec des stries sombres. La queue est arrondie et grisâtre avec une large bande subterminale noire et des pointes blanches. Il y a une bande blanche visible sur la croupe. Les mâles ont un bec avec un petit crochet au bout et des pointes semblables à des dents, leurs plumages est plus brillant que chez les femelles. Bien que les parties supérieures vertes soient irisées, son plumage est plus terne que celui de la plupart des colibris.

## Habitat
L'habitat de ce colibri est restreint à la forêt primaire humide. Il se rencontre jusqu'à une altitude de 1 560 m. En Équateur, il est surtout fréquent entre 400 et 800 m, tandis qu'au Panama, il est à une altitude de 600 à 1 560 m et jusqu'à 1 050 m en Colombie.